# Eliot Kid
Eliot Kid (Eliot Kid) è una serie animata franco-britannica prodotta da Safari De Ville e Samka Productions e distribuita da Cake Entertainment. In Francia è andata in onda dal 9 gennaio 2008 su TF1 e nel Regno Unito dal 3 marzo su CBBC. In Italia la serie debutta su Toon Disney nell'aprile 2008.

## Trama
La serie racconta le avventure di Eliot Kid, un bambino di 7 anni, la cui sfrenata immaginazione trasforma le situazioni più banali della vita quotidiana in set cinematografici, e ad accompagnarlo nelle sue avventure ci sono i suoi amici Mimi e Kaytoo.

## Personaggi e doppiatori
| Personaggio  | Doppiatore inglese | Doppiatore francese | Doppiatore italiano |
| ------------ | ------------------ | ------------------- | ------------------- |
| Eliot Kid    | Barbara Scaff      | Stéphanie Lafforgue | Alessio De Filippis |
| Mimi         | Christine Flowers  | Lou Lévy            | Monica Vulcano      |
| Kaytoo       | Jodi Forrest       | Dorothée Pousséo    | Daniele Raffaeli    |
| Isabelle Kid | Mirabelle Kirkland | Laura Blanc         | Antonella Baldini   |
| Jeremy Kid   | Matthew Gezcy      | Damien Witecka      | Saverio Indrio      |
| Suzie Kid    | Leslie Lanker      | Léopoldine Serre    | Eva Padoan          |